# Dall'esterno
Dall'esterno (in russo: Извне , traslitterato: Izvne) è una novella di fantascienza di Arkadij e Boris Strugackij, scritta nel 1957 e pubblicata per la prima volta in Unione Sovietica nel 1958 sulla rivista mensile scientifica Техника — молодёжи (Technika - molodëži, lett. Tecnica alla gioventù). È la prima pubblicazione congiunta dei fratelli Strugatskij (il primo romanzo vero e proprio, Il paese delle nubi purpuree verrà pubblicato nel 1959). Inserita poi, insieme ad altri racconti, nella raccolta Sei fiammiferi (1960), interamente dedicata ai fratelli Strugatskij.

## Trama
Il testo è composto da tre racconti. L'azione si svolge tra l'Asia centrale e l'estremo oriente negli anni '50 del XX secolo.
Tre diversi protagonisti narrano la propria esperienza di “incontro” con gli alieni in visita sulla Terra. In realtà, gli alieni non ci sono e pertanto un “contatto” vero e proprio non è neppure materialmente possibile: si tratta di un'astronave automatizzata che viaggia autonomamente per loro conto nello spazio, al fine di raccogliere campioni di flora e di fauna: un enorme serraglio o zoo ambulante nel cosmo.
La prima storia è raccontata da un ufficiale che, insieme ad alcuni colleghi, ha trovato un uomo emaciato sulle montagne dell'Estremo Oriente in circostanze inspiegabili (in parte è autobiografica: l’ascesa di Arkadij a una montagna nella penisola della Kamchatka). La seconda storia è il resoconto del partecipante a una spedizione archeologica il quale ha assistito alle azioni dei "ragni" alieni (anche in questo caso, parzialmente autobiografica: una spedizione cui Boris Strugatskij ha realmente preso parte in Tagikistan). Nel racconto finale il narratore descrive la sua permanenza all'interno della nave aliena.
Coincidenza interessante: nel 1958 lo scrittore americano Edward Hoch scrisse "Zoo", che racconta di uno zoo interplanetario in visita periodicamente sulla Terra.
Tradotto, tra le altre lingue, in spagnolo (Los de afuera) e in inglese (come The strangers, From Beyond e The visitors), è sempre stato proposto all'interno di raccolte di AA.VV. In Italia, al marzo 2020, risulta inedito.